# Lisa Tomaschewsky
Lisa Tomaschewsky (Itzehoe, 22 juli 1988), is een Duits model en actrice.

## Biografie
Tomaschewksy poseerde in 2009 voor Playboy. Vanaf 2010 ging ze voor televisie werken. In 2010 speelde ze in de serie Verbotene Liebe. Hierna werd ze vooral gecast in krimi's zoals Polizeiruf 110, SOKO Leipzig en Deutschland 83.
In 2013 speelde ze in haar eerste film: de hoofdrol in de Duits-Belgische film Het meisje met negen pruiken.

## Filmografie[Bearbeiten | Quelltext bearbeiten]
- 2011: Verbotene Liebe (13 afleveringen)
- 2011: Die Summe meiner einzelnen Teile
- 2013: Küstenwache – Miss Ostsee
- 2013: Polizeiruf 110 – Laufsteg in den Tod
- 2013: Heute bin ich blond
- 2014: Audrey
- 2014: Frühlingsgeflüster
- 2014: SOKO Leipzig (3 afleveringen)
- 2015: Alles Verbrecher – Leiche im Keller
- 2015: Die Wallensteins – Dresdner Dämonen
- 2015: Deutschland 83 (8 afleveringen)
- 2016: Seitenwechsel
- 2016: Dresden Mord – Nachtgestalten
- 2016: Verrückt nach Fixi
- 2017: Letzte Spur Berlin – Verbrannt
- 2017: Letzte Spur Berlin – Tauschgeschäft
- 2017: OK (muziekvideo)
- 2018: Hot Dog
- 2018: Beck is back! – Liebe bis zum Schluss
- 2018: Ein Fall für zwei – Tod eines Piloten
- 2019: Berlin Station
- 2019: Walpurgisnacht – Die Mädchen und der Tod
- 2019: Gut gegen Nordwind
- 2023: Sweat – Fit-Friday

- Gemeinsame Normdatei: 1061813541
- International Standard Name Identifier: 0000 0004 4341 748X
- Library of Congress Control Number: no2015161867
- Virtual International Authority File: 311659090
- WorldCat: E39PBJymwDdFGCVMCbvQ8VMdcP